# Canton de Loches
Pour les articles homonymes, voir Loches (homonymie).
Le canton de Loches est une circonscription électorale française située dans le département d'Indre-et-Loire et la région Centre-Val de Loire.

## Histoire
À la suite du redécoupage cantonal de 2014, les limites territoriales du canton sont remaniées. Le nombre de communes du canton passe de 18 à 29.

## Représentation

### Conseillers d'arrondissement (de 1833 à 1940)
Le canton de Loches avait deux conseillers d'arrondissement.
| Période                                  | Période      | Identité                             | Étiquette | Qualité |
| ---------------------------------------- | ------------ | ------------------------------------ | --------- | --- |
| 1833                                     | 1842         | Jean Louis Nau de Noizay (1783-1857) |           | Juge de paix à Loches                                                                                       |
| 1833                                     | 1845         | Jean Sincère Voyer                   |           | Propriétaire, premier adjoint au maire de Loches                                                            |
| 1842                                     | 1848         | M. Courtin                           |           | Avoué à Loches                                                                                              |
|                                          |              |                                      |           | |
| avant 1883                               |              | Charles-Octave Bluteau (1826-1903)   |           | Manufacturier (articles de chasse et de voyage), adjoint au maire de Loches                                 |
| avant 1883                               | 1896 (décès) | Anatole Boutet-Vernier               |           | Premier adjoint au maire de Loches                                                                          |
|                                          |              |                                      |           | |
| 1919                                     | 1928         | M. Richard                           |           | Adjoint au maire de Loches                                                                                  |
| 1919                                     | 1921         | M. Dubois                            |           | |
| 1921                                     | 1928         | Michel Sellier (1860-1929)           |           | Maire de Saint-Bauld                                                                                        |
| 1928                                     | 1931         | Georges-Paul Patry                   | Radical   | Maire de Beaulieu-lès-Loches                                                                                |
|                                          | 1940         | Louis Réthoret                       | Radical   | Ancien directeur d'école, maire de Loches, Président du Conseil d'arrondissement                            |
|                                          | 1940         | Albert Constant Cognault (1876-1947) | All.dém.  | Marchand de biens, maire d'Azay-sur-Indre                                                                   |
| 1940                                     |              |                                      |           | Les conseils d'arrondissement ont été suspendus par la loi du 12 octobre 1940 et n'ont jamais été réactivés |
| Les données manquantes sont à compléter. |              |                                      |           | |

### Conseillers généraux de 1833 à 2015
| Période | Période          | Identité                                            | Étiquette          | Qualité                                                                                           |
| ------- | ---------------- | --------------------------------------------------- | ------------------ | ------------------------------------------------------------------------------------------------- |
| 1833    | 1842             | Claude René Fissour                                 |                    | Maire de Saint-Germain                                                                            |
| 1842    | 1848             | Marie-Louis Lhomme de la Pinsonnière de Freuleville |                    | Pair de France Maire de Civray                                                                    |
| 1848    | 1872 (décès)     | Marquis François de Bridieu                         | Droite             | Avocat et propriétaire Député (1871-1872)                                                         |
| 1872    | 1879 (démission) | Daniel Wilson                                       | Républicain        | Propriétaire du Château de Chenonceau Député (1869-1870, 1871-1889, 1893-1902)                    |
| 1879    | 1891             | Auguste Grenouilleau                                | Républicain        | Président du Tribunal civil de Clermont-Ferrand Maire de Loches                                   |
| 1891    | 1907             | Emile-Adolphe Breton                                | Républicain rallié | Ancien magistrat, Loches                                                                          |
| 1907    | 1919             | Henri Mardelle                                      | Rad.               | Conseiller municipal de Loches                                                                    |
| 1919    | 1931             | Albéric Rousseaud                                   | Républicain        | Conseiller municipal de Loches                                                                    |
| 1931    | 1940             | Georges-Paul Patry                                  | Rad.               | Maire de Beaulieu-lès-Loches, conseiller d'arrondissement                                         |
|         |                  |                                                     |                    |                                                                                                   |
| 1943    | 1945             | Jacques Vernudachi                                  |                    | Adjoint au maire de Loches Nommé conseiller départemental en 1943                                 |
|         |                  |                                                     |                    |                                                                                                   |
| 1945    | 1951             | Raymond Patry                                       | Rad.               | Maire de Beaulieu-lès-Loches                                                                      |
| 1951    | 1964             | Elie Rossignol (1897-1978)                          | RI                 | Vétérinaire Maire de Loches (1945-1965)                                                           |
| 1964    | 1976             | Pierre Astruc (1904-1987)                           | PSU puis PS        | Pharmacien à Loches (Premier adjoint au maire de 1977 à 1983)                                     |
| 1976    | 1982             | Yves Le Garrec (1925-2005)                          | PS                 | Médecin - Maire de Loches (1977-1983)                                                             |
| 1982    | 2001             | Jean-Paul Diacre                                    | RPR                | Président du conseil de surveillance de la Caisse d'épargne régionale Maire de Loches (1983-1989) |
| 2001    | 2015             | Pierre Louault                                      | UDF puis NC-UDI    | Agriculteur Maire de Chédigny (1977-2017)                                                         |

#### Résultats électoraux
Le 9 mars 2008, Pierre Louault, candidat du Nouveau Centre, est réélu conseiller général du canton de Loches en recueillant 68,85 % des suffrages. Élu dès le premier tour, il était opposé au candidat socialiste Christian Baritaud (22,85 %) et à la candidate communiste Elisabeth Maugars (8,30 %).

### Conseillers départementaux à partir de 2015
| Période élective | Période élective | Mandat | Mandat   | Identité        | Nuance | Nuance | Qualité                                                                                           |
| ---------------- | ---------------- | ------ | -------- | --------------- | ------ | ------ | ------------------------------------------------------------------------------------------------- |
| 2015             | 2021             | 2015   | 2021     | Valérie Gervès  |        | LR     | Première adjointe au maire de Loches                                                              |
| 2015             | 2021             | 2015   | 2021     | Pierre Louault  |        | UDI    | Agriculteur Maire de Chédigny (1977-2017) Sénateur d'Indre-et-Loire (2017-2023)                   |
| 2021             | 2028             | 2021   | en cours | Valérie Gervès  |        | LR     | Conseillère sortante 3e vice-présidente chargée de la transition écologique et de la biodiversité |
| 2021             | 2028             | 2021   | en cours | Henri Alfandari |        | HOR    | Cadre Maire de Genillé (2020-2022) Député d'Indre-et-Loire (depuis 2022)                          |

### Résultats détaillés

#### Élections de mars 2015
À l'issue du 1er tour des élections départementales de 2015, deux binômes sont en ballottage : Valérie Gervès et Pierre Louault (Union de la Droite, 45,74 %) et Eva Kukulski et François Martinet-Vierthelin (FN, 25,33 %). Le taux de participation est de 55,4 % (10 719 votants sur 19 349 inscrits) contre 50,88 % au niveau départemental et 50,17 % au niveau national.
Au second tour, Valérie Gervès et Pierre Louault (Union de la Droite) sont élus avec 69,56 % des suffrages exprimés et un taux de participation de 55,63 % (6 624 voix pour 10 762 votants et 19 347 inscrits).

#### Élections de juin 2021
Le premier tour des élections départementales de 2021 est marqué par un très faible taux de participation (33,26 % au niveau national). Dans le canton de Loches, ce taux de participation est de 30,06 % (5 788 votants sur 19 257 inscrits) contre 30,88 % au niveau départemental. À l'issue de ce premier tour, deux binômes sont en ballottage : Henri Alfandari et Valérie Gervès (LR, 65,08 %) et Fernando Gaete et Annie Oblin (DVG, 32,15 %).
Le second tour des élections est marqué une nouvelle fois par une abstention massive équivalente au premier tour. Les taux de participation sont de 34,36 % au niveau national, 31,33 % dans le département et 30,84 % dans le canton de Loches. Henri Alfandari et Valérie Gervès (LR) sont élus avec 66,58 % des suffrages exprimés (3 658 voix pour 5 940 votants et 19 259 inscrits),,.

## Composition

### Composition avant 2015
Le canton de Loches regroupait dix-huit communes.
| Nom                       | Code Insee | Codepostal | Superficie (km2) | Population (dernière pop. légale) | Densité (hab./km2) |
| ------------------------- | ---------- | ---------- | ---------------- | --------------------------------- | ------------------ |
| Loches (chef-lieu)        | 37132      | 37600      | 27,06            | 6 400 (2012)                      | 237                |
| Azay-sur-Indre            | 37016      | 37310      | 13,89            | 389 (2012)                        | 28                 |
| Beaulieu-lès-Loches       | 37020      | 37600      | 3,88             | 1 787 (2012)                      | 461                |
| Bridoré                   | 37039      | 37600      | 14,54            | 538 (2012)                        | 37                 |
| Chambourg-sur-Indre       | 37049      | 37310      | 28,39            | 1 344 (2012)                      | 47                 |
| Chanceaux-près-Loches     | 37053      | 37600      | 14,58            | 143 (2012)                        | 9,8                |
| Chédigny                  | 37066      | 37310      | 23,17            | 561 (2012)                        | 24                 |
| Dolus-le-Sec              | 37097      | 37310      | 27,27            | 675 (2012)                        | 25                 |
| Ferrière-sur-Beaulieu     | 37108      | 37600      | 19,63            | 741 (2012)                        | 38                 |
| Perrusson                 | 37183      | 37600      | 28,94            | 1 548 (2012)                      | 53                 |
| Reignac-sur-Indre         | 37192      | 37310      | 22,44            | 1 194 (2012)                      | 53                 |
| Saint-Bauld               | 37209      | 37310      | 4,11             | 199 (2012)                        | 48                 |
| Saint-Hippolyte           | 37221      | 37600      | 32,99            | 607 (2012)                        | 18                 |
| Saint-Jean-Saint-Germain  | 37222      | 37600      | 21,34            | 733 (2012)                        | 34                 |
| Saint-Quentin-sur-Indrois | 37234      | 37310      | 27,23            | 512 (2012)                        | 19                 |
| Sennevières               | 37246      | 37600      | 23,54            | 219 (2012)                        | 9,3                |
| Tauxigny                  | 37254      | 37310      | 36,83            | 1 261 (2012)                      | 34                 |
| Verneuil-sur-Indre        | 37269      | 37600      | 39,63            | 516 (2012)                        | 13                 |

### Composition à partir de 2015
Lors du redécoupage de 2014, le nouveau canton de Loches regroupait vingt-neuf communes entières.
À la suite de la création au 1er janvier 2018 de la commune nouvelle Tauxigny-Saint-Bauld, le nombre de communes du canton descend à 28.
| Nom                            | Code Insee | Intercommunalité       | Superficie (km2) | Population (dernière pop. légale) | Densité (hab./km2) | Modifier                                    |
| ------------------------------ | ---------- | ---------------------- | ---------------- | --------------------------------- | ------------------ | ------------------------------------------- |
| Loches (bureau centralisateur) | 37132      | CC Loches Sud Touraine | 27,06            | 6 233 (2022)                      | 230                | modifier les données · modifier les données |
| Azay-sur-Indre                 | 37016      | CC Loches Sud Touraine | 13,89            | 363 (2022)                        | 26                 | modifier les données · modifier les données |
| Beaulieu-lès-Loches            | 37020      | CC Loches Sud Touraine | 3,88             | 1 746 (2022)                      | 450                | modifier les données · modifier les données |
| Beaumont-Village               | 37023      | CC Loches Sud Touraine | 19,25            | 240 (2022)                        | 12                 | modifier les données · modifier les données |
| Bridoré                        | 37039      | CC Loches Sud Touraine | 14,54            | 489 (2022)                        | 34                 | modifier les données · modifier les données |
| Chambourg-sur-Indre            | 37049      | CC Loches Sud Touraine | 28,39            | 1 235 (2022)                      | 44                 | modifier les données · modifier les données |
| Chanceaux-près-Loches          | 37053      | CC Loches Sud Touraine | 14,58            | 113 (2022)                        | 7,8                | modifier les données · modifier les données |
| Chédigny                       | 37066      | CC Loches Sud Touraine | 23,17            | 560 (2022)                        | 24                 | modifier les données · modifier les données |
| Chemillé-sur-Indrois           | 37069      | CC Loches Sud Touraine | 24,87            | 230 (2022)                        | 9,2                | modifier les données · modifier les données |
| Dolus-le-Sec                   | 37097      | CC Loches Sud Touraine | 27,27            | 657 (2022)                        | 24                 | modifier les données · modifier les données |
| Ferrière-sur-Beaulieu          | 37108      | CC Loches Sud Touraine | 19,63            | 707 (2022)                        | 36                 | modifier les données · modifier les données |
| Genillé                        | 37111      | CC Loches Sud Touraine | 63,12            | 1 508 (2022)                      | 24                 | modifier les données · modifier les données |
| Le Liège                       | 37127      | CC Loches Sud Touraine | 11,15            | 326 (2022)                        | 29                 | modifier les données · modifier les données |
| Loché-sur-Indrois              | 37133      | CC Loches Sud Touraine | 74,13            | 472 (2022)                        | 6,4                | modifier les données · modifier les données |
| Montrésor                      | 37157      | CC Loches Sud Touraine | 0,98             | 313 (2022)                        | 319                | modifier les données · modifier les données |
| Nouans-les-Fontaines           | 37173      | CC Loches Sud Touraine | 63,31            | 669 (2022)                        | 11                 | modifier les données · modifier les données |
| Orbigny                        | 37177      | CC Loches Sud Touraine | 65,88            | 711 (2022)                        | 11                 | modifier les données · modifier les données |
| Perrusson                      | 37183      | CC Loches Sud Touraine | 28,94            | 1 417 (2022)                      | 49                 | modifier les données · modifier les données |
| Reignac-sur-Indre              | 37192      | CC Loches Sud Touraine | 22,44            | 1 309 (2022)                      | 58                 | modifier les données · modifier les données |
| Saint-Hippolyte                | 37221      | CC Loches Sud Touraine | 32,99            | 620 (2022)                        | 19                 | modifier les données · modifier les données |
| Saint-Jean-Saint-Germain       | 37222      | CC Loches Sud Touraine | 21,34            | 746 (2022)                        | 35                 | modifier les données · modifier les données |
| Saint-Quentin-sur-Indrois      | 37234      | CC Loches Sud Touraine | 27,23            | 492 (2022)                        | 18                 | modifier les données · modifier les données |
| Saint-Senoch                   | 37238      | CC Loches Sud Touraine | 24,08            | 520 (2022)                        | 22                 | modifier les données · modifier les données |
| Sennevières                    | 37246      | CC Loches Sud Touraine | 23,54            | 217 (2022)                        | 9,2                | modifier les données · modifier les données |
| Tauxigny-Saint-Bauld           | 37254      | CC Loches Sud Touraine | 40,94            | 1 683 (2022)                      | 41                 | modifier les données · modifier les données |
| Verneuil-sur-Indre             | 37269      | CC Loches Sud Touraine | 39,63            | 467 (2022)                        | 12                 | modifier les données · modifier les données |
| Villedômain                    | 37275      | CC Loches Sud Touraine | 16,47            | 127 (2022)                        | 7,7                | modifier les données · modifier les données |
| Villeloin-Coulangé             | 37277      | CC Loches Sud Touraine | 34,62            | 584 (2022)                        | 17                 | modifier les données · modifier les données |
| Canton de Loches               | 3709       |                        | 807,32           | 24 754 (2022)                     | 31                 | modifier les données                        |

## Démographie

### Démographie avant 2015
| 1962   | 1968   | 1975   | 1982   | 1990   | 1999   | 2006   | 2011   | 2012   |
| ------ | ------ | ------ | ------ | ------ | ------ | ------ | ------ | ------ |
| 16 489 | 16 322 | 16 197 | 16 881 | 17 478 | 17 782 | 18 537 | 19 360 | 19 367 |

#### Pyramide des âges
| Hommes | Classe d’âge | Femmes |
| ------ | ------------ | ------ |
| 0,5    | 90 ans ou +  | 1,9    |
| 8,4    | 75 à 89 ans  | 11,3   |
| 15,3   | 60 à 74 ans  | 15,8   |
| 21,8   | 45 à 59 ans  | 21,5   |
| 20     | 30 à 44 ans  | 19,1   |
| 16,1   | 15 à 29 ans  | 14,3   |
| 18     | 0 à 14 ans   | 16,2   |

| Hommes | Classe d’âge | Femmes |
| ------ | ------------ | ------ |
| 0,5    | 90 ans ou +  | 1,4    |
| 6,8    | 75 à 89 ans  | 9,8    |
| 13,1   | 60 à 74 ans  | 13,9   |
| 20,7   | 45 à 59 ans  | 20,1   |
| 20,4   | 30 à 44 ans  | 19,3   |
| 19,6   | 15 à 29 ans  | 19,1   |
| 18,8   | 0 à 14 ans   | 16,4   |

### Démographie depuis 2015
En 2022, le canton comptait 24 754 habitants, en évolution de −2,72 % par rapport à 2016 (Indre-et-Loire : +1,67 %, France hors Mayotte : +2,11 %).
| 2013   | 2018   | 2022   |
| ------ | ------ | ------ |
| 25 526 | 25 116 | 24 754 |